# Atractus iridescens
Atractus iridescens — вид змій родини полозових (Colubridae). Мешкає в Колумбії і Еквадорі.

## Поширення і екологія
Atractus iridescens мешкають в прибережних районах на заході Колумбії та на північному заході Еквадору (Есмеральдас). вони живуть у вологих рівнинних тропічних лісаХ. на висоті від 50 до 150 м над рівнем моря.